# 帕沃·利波宁

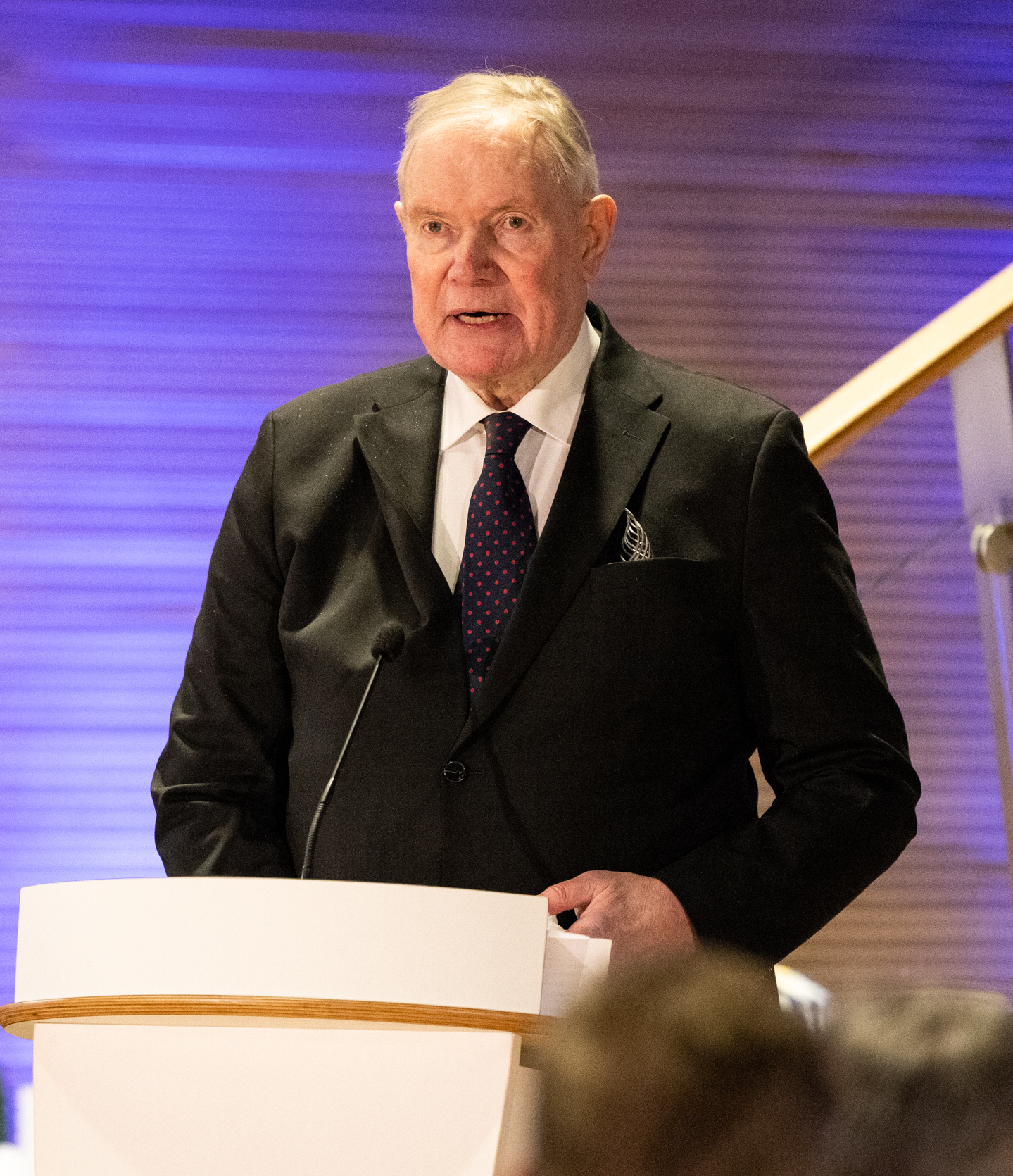
帕沃·利波宁于2023年

帕沃·塔皮奥·利波宁（芬蘭語：Paavo Tapio Lipponen，1941年4月23日—）在1993年至2005年任芬兰社会民主党主席，1995年至2003年任芬兰总理。
利波宁生于芬兰图尔托拉（Turtola，后改名为佩洛）一个林场主家庭，1964年加入社民党，1979年至1982年任总理秘书，1983-1987年、1991-2007年任议会议员，2003年出任芬兰议长。
夫人派伊维·赫兹贝里（Päivi Hertzberg，婚后改名为派伊维·利波宁）。
| 前任： 乌尔夫·松德奎斯特             | 社民党主席 1993-2005         | 繼任： 埃罗·黑奈洛马           |
| 前任： 埃斯科·阿霍                   | 芬兰总理 1995-2003           | 繼任： 安内莉·耶滕迈基         |
| 前任： 丽塔·沃苏凯宁 安内莉·耶滕迈基 | 芬兰议长 1995-1995 2003-2007 | 繼任： 丽塔·沃苏凯宁 蒂莫·卡利 |